# Arkanoid: Revenge of Doh
Arkanoid: Revenge of Doh est un jeu d'arcade de type casse-briques développé et édité par Taito en 1987. Le jeu fut porté sur divers plates-formes. C’est le deuxième jeu de la série Arkanoid.

## Équipe de développement
- Direction et programmation : Yasumasa Sasabe
- Game designer : Kei. S
- Assistants programmation : Toshiaki Tsukano, Hideki Hashimoto
- Designers graphique  : Tetsuro Kitagawa, Kohzoh Igarashi, Genya Kuriki
- Concepteur sonore : Hisayoshi Ogura
- Publicity supervisor : Hisayasu Nakane
- Mechanical engineer : Yasunori Hatsuda

## Exploitation
Taito a édité la borne d'arcade au Japon et Romstar a distribué le jeu aux États-Unis.
Les versions Amiga, Atari ST, C64, Amstrad CPC, ZX Spectrum ont été développées et éditées par Imagine Software. La version DOS a été développé par Novalogic.
La version Famicom et MSX est dénommée Arkanoid II.

## Accueil
La version NES du jeu a reçu la note de 27/40 dans Famitsu